# Gilbert Laithwaite
Sir John Gilbert Laithwaite, GCMG, KCB, KCIE, CSI (* 5. Juli 1894 in Dublin; † 21. Dezember 1986) war ein britischer Diplomat und Regierungsbeamter, der unter anderem zwischen 1949 und 1950 Vertreter, 1950–1951 erster Botschafter in Irland sowie von 1951 bis 1954 Hochkommissar in Pakistan war. Er war zudem zwischen 1955 und 1959 als Permanent Under-Secretary for Commonwealth Relations Ständiger Unterstaatssekretär und damit höchster Beamter des Ministeriums für Beziehungen zum Commonwealth of Nations. Nach seinem Ausscheiden aus dem Regierungsdienst übernahm er verschiedene Funktionen in der Wirtschaft und war zudem von 1966 bis 1969 Präsident der Royal Geographical Society.

## Leben
John Gilbert Laithwaite, ältestes von vier Kindern des Postbeamten John Laithwaite und dessen Ehefrau Mary Kearney sowie Cousin des irischen IRA-Revolutionärs Ernie O’Malley, absolvierte nach dem Besuch des 1814 gegründeten Clongowes Wood College ein Studium am Trinity College der University of Oxford. Er nahm als Second Lieutenant der 10th Lancashire Fusiliers am Ersten Weltkrieg teil und trat nach Kriegsende 1918 ins Ministerium für Britisch-Indien (India Office) ein. Für seine Verdienste wurde er 1935 zunächst zum Companion des Order of the Indian Empire (CIE) sowie 1938 auch zum Companion des Order of the Star of India (CSI) ernannt. Im Rahmen der New Year Honours wurde er am 1. Januar 1941 als Knight Commander des Order of the Indian Empire (KCIE) geadelt, so dass er fortan das Prädikat „Sir“ führte. Er wurde 1943 Assistierender Unterstaatssekretär im Ministerium für Indien (Assistant Under-Secretary for India) und war daraufhin zwischen 1945 und 1947 stellvertretender Unterstaatssekretär im Ministerium für Burma (Deputy Under-Secretary for Burma), ehe er 1947 stellvertretender Unterstaatssekretär im Ministerium für Indien (Deputy Under-Secretary for India) war.
Nach der Unabhängigkeit Indiens vom Vereinigten Königreich am 15. August 1947 wechselte Laithwaite 1948 ins Ministerium für Beziehungen zum Commonwealth of Nations und war dort bis 1949 ebenfalls stellvertretender Unterstaatssekretär (Deputy Under-Secretary for Commonwealth Relations). Für seine Verdienste wurde er bei den New Year Honours am 1. Januar 1948 auch zum Knight Commander des Order of St Michael and St George (KCMG) ernannt. Als Nachfolger von John Maffey, 1. Baron Rugby wurde er 1949 zum Vertreter des Vereinigten Königreichs in Irland ernannt und übernahm nach der Erhebung der Vertretung zur Botschaft 1950 den Posten als erster Botschafter in Irland. Diesen bekleidete er bis 1951 und wurde daraufhin von Sir Walter Hankinson abgelöst. Im Anschluss löste er 1951 Sir Laurence Grafftey-Smith als Hochkommissar in Pakistan ab. Er verblieb in diesem Amt bis 1954 und wurde im Anschluss von Sir Alexander Symon abgelöst. Für seine dortigen Verdienste wurde er bei den Birthday Honours am 1. Juni 1953 auch zum Knight Grand Cross des Order of St Michael and St George (GCMG) erhoben.
1955 wurde Sir Gilbert Laithwaite Nachfolger von Sir Percivale Liesching als Permanent Under-Secretary for Commonwealth Relations und war damit Ständiger Unterstaatssekretär sowie höchster Beamter des Ministeriums für Beziehungen zum Commonwealth of Nations. Er verlieb auf diesem Posten bis 1959 und wurde im Anschluss von Sir Alexander Clutterbuck abgelöst. Für seine Verdienste wurde er bei den New Year Honours am 2. Januar 1956 auch zum Knight Commander des Order of the Bath (KCB) ernannt.
Nach seinem Ausscheiden aus dem Regierungsdienst übernahm er verschiedene Funktionen in der Wirtschaft und war unter anderem zwischen 1960 und 1964 erst stellvertretender Vorstandsvorsitzender und anschließend von 1964 bis 1969 noch Direktor des Automobilhandels- und -importunternehmens Inchcape & Co. Ltd. Des Weiteren war er zeitweise Vorstandsmitglied der Versicherer Bedford Life Assurance Co. Ltd und Bedford General Insurance Co. Ltd sowie Vorsitzender des britischen Komitees der Federation of Commonwealth Chambers of Commerce, des Verbandes der Handelskammern des Commonwealth of Nations. Als Nachfolger von Sir Dudley Stamp wurde er schließlich 1966 Präsident der Royal Geographical Society und bekleidete diese Funktion bis 1969, woraufhin Konteradmiral Sir Edmund George Irving ihn ablöste.